# 幸福街道 (鄂尔多斯市)
幸福街道是中华人民共和国内蒙古自治区鄂尔多斯市东胜区下辖的一个街道办事处。

## 行政区划
幸福街道下辖以下村级行政区划单位：
惠民社区、闻莺社区、和谐社区、普惠社区、和顺社区、东方社区、格舍壕村。